# الألفبائية الأوستية
الألفبائية الأَوِستية (بالفارسية: دین دبیره) (بالفارسية: خط اوستایی) هو نظام كتابة تم تطويره خلال العصر الساساني الإيراني (226 – 651 CE) لكتابة الألفبائية الأَوِستية.
كأثر جانبي لتطوره، تم استخدام الخط أيضًا لـ پازيند، وهي طريقة لكتابة اللغة الفارسية الوسطى التي تم استخدامها بشكل أساسي لتعليقات زند على نصوص آوِستا. في نصوص التقاليد الزرادشتية، يشار إلى الأبجدية باسم دين وبره، والتي تعني بالفارسية الوسطى «نص الدين».

## التاريخ
بدأ تطوير الألفبائية الأَوِستية من خلال الحاجة إلى تمثيل نصوص اللغة الأَوِِستية المقروءة بشكل صحيح. المجموعات النصية المختلفة التي تشكل اليوم شريعة الكتاب المقدس الزرادشتي هي نتيجة مقارنة حدثت في القرن الرابع، ربما في عهد شابور الثاني (309 – 379). من المحتمل أن تكون لألفبائية الأَوِستية ابتكارًا مخصصًا  مرتبطًا بهذا - النموذج الأصلي الساساني" - الترتيب.